# Revillo (Dakota del Sur)
Revillo es un pueblo ubicado en el condado de Grant en el estado estadounidense de Dakota del Sur. En el Censo de 2010 tenía una población de 119 habitantes y una densidad poblacional de 275,13 personas por km².

## Geografía
Revillo se encuentra ubicado en las coordenadas 45°0′55″N 96°34′16″O / 45.01528, -96.57111. Según la Oficina del Censo de los Estados Unidos, Revillo tiene una superficie total de 0,43 km², de la cual 0,43 km² corresponden a tierra firme y (0%) 0 km² son agua.

## Demografía
Según el censo de 2010, había 119 personas residiendo en Revillo. La densidad de población era de 275,13 hab./km². De sus 119 habitantes, el 98,32% eran blancos, el 0% eran afroamericanos, el 0% eran amerindios, el 0% eran asiáticos, el 0% eran isleños del Pacífico, el 0% eran de otras razas y el 1,68% pertenecían a dos o más razas. Del total de la población el 0% era hispanos o latinos de cualquier raza.